# 씽크프리 오피스
씽크프리 오피스는 thinkfree Inc.(주식회사 씽크프리) 에서 운영하는 유료 오피스 제품이다. 2000년 초반 미국 실리콘밸리에서 씽크프리 에디터란 이름의 세계 최초의 온라인 오피스로 출시되었다. 2003년, 한국의 소프트웨어 전문 기업인 한글과컴퓨터가 씽크프리를 인수했다. 현재는 주식회사 씽크프리(Thinkfree inc.)의 소유로, 씽크프리 오피스란 이름을 사용한다.
주요 고객은 글로벌 기업들, 정부 기관이나 조직이며, 특히 웹서비스 기업에서 서비스의 구성 요소로 씽크프리 오피스를 내재하여 유저에게 편집 기능을 제공한다. 보안과 데이터 프라이버시를 지켜야 하는 조직에서 마이크로소프트 오피스, 구글닥스같은 클라우드 서비스를 대신하여 사설망에서 씽크프리 오피스같은 온프레미스 소프트웨어를 사용한다.
워드(문서), 프레젠테이션(쇼), 스프레드시트(셀)로 구성되어 있고 이는 마이크로소프트사의 워드, 파워포인트, 엑셀과 호환된다. 실시간 동시 편집을 비롯한 기능이 마이크로소프트 365와 유사하다. 글로벌에서는 씽크프리 오피스 단독으로, 한국에서는 한글과컴퓨터를 통해서 유통되는 형태이다.

## 특징
1. 온프레미스 방식으로 보안이 우수 : 보안 우수성의 근거는 크게 두 가지 관점이다.
- 직접 통제와 관리 : 소프트웨어가 조직 내부의 서버에 설치되어 운영되므로, 데이터의 저장과 접근을 조직이 통제하고 외부 접근을 제한하여 보안 리스크가 최소화되는 구조다.

- CLOUD Act law 제외 : CLOUD Act법에 따라, 미국 기반 클라우드 서비스 제공자들은 미국 정부 요청 시 해외 데이터를 포함해 사용자 데이터 제공 의무를 갖는다. 온프레미스 방식 오피스로, 한국 기업 소유인 씽크프리 오피스는 이런 문제에서 자유롭기에 고객사의 데이터 프라이버시를 지키고 보안 수준을 유지하는 것이 가능하다.

2. 웹브라우저 기반 문서 편집기: 별도 소프트웨어 설치 없이 인터넷 연결만으로 PC와 모바일에서 문서 편집, 저장할 수 있다.
3. 동시 편집 가능한 협업 도구 : 링크로 문서 공유, 여러 명 동시에 작업 가능한 디지털 워크플레이스의 협업 수단이다.
4. 마이크로소프트 오피스와 호환된다.

## 기능 및 스펙
- 온프레미스(on-premises) : 고객사의 서버에 제품을 설치하고 정보를 저장하는 방식이다.
- 지원 문서 포맷 :  docx, doc, rtf, cell, xlsx, xls, show, pptx, ppt, ODF(odt, ods, odp)
- 별도의 소프트웨어 추가 없이 PDF 저장할 수 있다.
- 지원 언어 : 한국어 포함 14개 다국어 지원[한국어, 영어, 독일어, 프랑스어, 스페인어(스페인), 스페인어(남미)이탈리아어, 일본어, 네덜란드어, 포르투갈어(브라질), 러시아어, 태국어, 중국어(간체), 중국어(번체)]
- 워드에서 변경 내용 추적 기능 지원한다.
- 기술 지원 : 계약 내용, 계약 옵션에 따라 일정 시간 내의 기술 지원을 한다.[3]
- 설치 편의 : 인스톨러를 통한 설치가 간편한 편이다.

## 제품군
- 씽크프리 오피스 데스크톱 에디션 - 현재 최신 버전은 4.0이다.
- 씽크프리 오피스 포터블 에디션(씽크프리 오피스 모바일)
  - 씽크프리 오피스 3 쇼, iPod 에디션 - 윈도와 맥에서 사용할 수 있으며, 아이팟이 필요하다.
  - 씽크프리 오피스 3 안드로이드 에디션 - 갤럭시 S와 옵티머스 원에 탑재되었다. 최신 버전은 4.1이다. 앱 가격은 14.99달러(약 15,000원).
  - 씽크프리 오피스 3 윈도 모바일 에디션 - 안드로이드 에디션과 달리 프레젠테이션 문서를 만들 수 없다(문서, 스프레드시트 생성 가능)
  - 씽크프리 오피스 3 아이폰 에디션 - 모든 문서를 새로 만들거나 편집할 수 없다.(뷰어만 가능)
  - 씽크프리 오피스 3 넷북 에디션 - 7" ~ 10"
  - 씽크프리 오피스 3 엠아이디(MID) 에디션 - 4" ~ 7"
- 씽크프리 오피스 3, 서버 에디션
- 씽크프리 온라인 - 무료 온라인 버전(인터넷 접속이 불가능할 경우 할 수 없다.)

## 히스토리
1.  2000년 6월 | Thinkfree Office 출시
- 미국 실리콘밸리 캘리포니아의 씽크프리닷컴에서 출시. 세계 최초의 온라인 오피스 에디터로  (Google docs:2006년, MS365보다 앞선 출시)주목 받으며 CNN 등 주요 매체와 인터뷰.

2.  2003년 11월 | ‘한글과컴퓨터’와 Thinkfree MOU체결, 33년 전통의 소프트웨어 전문 기업 한글과컴퓨터의 Thinkfree 인수.
3.  2004년 01월 | 씽크프리 오피스, 미국 시장에서 본격적 비즈니스 시작
- 2004.01 : 씽크프리 오피스 판매 목적의 법인 Haansoft USA,Inc. 설립(실리콘밸리, 캘리포니아 산호세)
- 2004. 02: 리버딥(미국 교육소프트웨어 1위 유통사인)사와 MOU 체결

4.  2004년 02월 | 씽크프리 오피스, 일본 시장 진출 본격화
- 2004. 02 : 일본 PSI(신주쿠, 소프트웨어 전문 유통사)와 판매 대행 계약 체결
- 2004. 03 : 야마다전기(일본 3대 IT 유통 체인, PC판매 및 제조)와 18만대 규모의 번들 계약 체결.

5.  2005년 06월 | 터키 시장 진출 : 대만 국제 컴퓨터쇼(Comtutex 2005)에서 터키 Pacitech과 3년간 30만 달러 상당의 유통 계약 체결.
6.  2005년 08월 | 영국 시장 진출: Phoenix Global Software와 3년간 Minimum Sales Guarantee $400,000(USD)규모의 계약 체결
7.  2006년 05월 | 미국 美 Well-Connected Awards에서 “올해의 제품상” 수상
8.  2006년 06월 | 인도네시아 정통부(KOMINFO) 전자정부 프로젝트 참여: 21만 9500개 학교에 씽크프리 오피스 공급
9.  2006년 09월 | NHN과 웹오피스 부문 MOU 체결 : NHN을 통해 한국 1위 포털사 Naver의 Mybox에 씽크프리 오피스 탑재
10.  2006년 10월 | 美 LA시립 중앙 도서관에 MS 오피스 대체 공급 계약 :6개월간 MS호환성 검증과 테스트 이후, MS오피스 대체 공급 계약
11.  2006년 11월 | 필리핀 교육부와 공급 계약, 초, 중 고교에 년간 170만 건 씽크프리 오피스 도입
12.  2007년 05월 | 日 PC 소프트웨어 공급업체 소스넥스트와 제휴
13.  2007년 11월 | 호주 최대 포털 텔스트라에 3년간 씽크프리 오피스 공급 계약 체결
14.  2009년 01월 | 라스베가스 CES 2009에서 Thinkfree Mobile 시연
15.  2009년 04월 | ‘한국 최초’ 웹오피스 서비스 오픈, ‘Thinkfree live’
16.  2009년 09월 | ‘모바일 씽크프리 오피스’ 안드로이드 앱스토어에서 판매, 11월 전세계 안드로이트 마켓 공개
17.  2011년 07월 | 네이버(한국 1위 포털사)의 마이박스 서비스에 ‘Thinkfree Office’ 탑재
18.  2016년 11월 | 인도 기업용 이메일 1위 기업 ‘레디프(Rediff)‘와 웹·모바일 오피스SW 공급 계약 체결
19.  2016년 11월 | 러시아 최대 ICT 유통기업 ‘아스비스(ASBIS)’와 PC용 오피스SW 공급 계약 체결
20.  2017년 02월 | Thinkfree Offiecc NEO, 일본에서 PC 설치용 제품인 NEO 판매 개시
21.  2018년 06월 | 아마존웹서비스(AWS)와 파트너쉽 체결, Workdocs에 씽크프리 에디터 탑재
22.  2022년 02월 | Dassault system(프랑스의 소프트웨어 기업)과 파트너쉽 체결, CAD system에 씽크프리 에디터 탑재
23.  2023년 10월 | 한글과컴퓨터에서 브라우저 기반 웹오피스 및 AI 관련 제품의 글로벌 사업을 위해 씽크프리 사업부 분사.
24.  2023년 이후 주식회사 씽크프리(Thinkfree Inc.) 사명으로 워드, 셀, 쇼 라이센스를 보유하고 글로벌 비즈니스에 주력